# 2474 Ruby
A 2474 Ruby (ideiglenes jelöléssel 1979 PB) a Naprendszer kisbolygóövében található aszteroida. Zdenka Vávrová fedezte fel 1979. augusztus 14-én.